# ピピ&コット
ピピ&コットは、1960年代末から1970年代初頭に活動していたフォークバンド。綺麗なメロディラインとハーモニーを特徴としていた。

## 概要
「ピピ＆コット」はケメこと佐藤公彦が名付け親で、ドイツ語で“オシッコとウンチ”という意味。金谷、佐藤が二人とも本番が近づくとトイレに行きたくなる、というところから名付けられた。
アマチュア時代は、泉谷しげる、古井戸、RCサクセションらと共に活動。エレックよりプロデビュー。泉谷しげる、生田敬太郎、古井戸、佐藤公彦、とみたいちろう、海援隊らと、エレック主催の唄の市コンサートを中心に活動。
佐藤公彦脱退後にリリースされたシングル「愛をつかまえよう」は、佐藤公彦の作詞・作曲であり、シングルのライナー（ピピ＆コットの意味）も佐藤が寄稿している。
メンバー紹介は、金谷、早川、板垣の男性3名と吉田、丸山の女性2名の計5名がクレジットされている。

## メンバー
- 金谷厚（かなや あつし、1951年10月27日 - 、リーダー、ギター担当）

2006年8月に大田区大森にフォーク酒場「風に吹かれて」をオープン。2009年1月、「金谷あつし」として、ソロアルバム「Benchi time」をリリース。
- 佐藤公彦（さとう きみひこ、1952年1月9日 - 2017年6月24日 、リードボーカル担当）

1972年に脱退、ソロ活動を開始。愛称:ケメ。
- 吉田佳子（よしだ よしこ、1954年3月5日 - 、リードギター、ドブロ担当）

大田区生まれ。バンド解散後は「よしだよしこ」としてソロ活動。一時音楽活動を停止していたが、1999年より活動再開。
- 早川隆（はやかわ　たかし、1952年1月3日 サイドギター、パーカッション担当）

泉谷しげるに「二度とない人生だから」を提供。
解散後はヤングジャパンやポリスターレコード等でディレクター、プロデューサーとして活動。
1997年インカレジメント設立　プロデュース＆マネージメント。  同年、フォーク・フレンドシップ・アソシエーションに参加、チーフプロデューサーとしてフォーク系のアルバムを制作。
2006年　（株）ライフゴーズオン代表に就任。
- 沢彰記（沢とおる）（さわ あきのり、ベース担当）

作曲・編曲を学んだ後、シンセサイザー・プログラマ、フリーライター、専門学校講師などを勤める。
- 板垣秀雄（いたがき　ひでお、1951年5月28日 ベースギター担当）

沢脱退後に加入。「野菜が食べたい」でとぼけたキャラを発揮。のちに「山本コウタローとウイークエンド」や「Do!」のベーシストとして活躍。その後死去。
- 丸山圭子（まるやま けいこ、1954年5月10日 - 、ボーカル、ピアノ担当）

佐藤脱退後に加入。バンド解散後、ソロ歌手に。「どうぞこのまま」がヒット。

## 活動の記録
- 1967年 - バンド結成。
- 1971年 - 日本テレビ主催のコンテスト「歌のチャンピオン」で優勝し、デビュー。唄の市を中心にコンサート活動い始める。「捨ててはいけないよ大切なものを」でレコードデビュー。
- 1972年 - 佐藤が脱退、ソロ活動を始める。
- 1973年 - 丸山が参加。
- 1975年 - 解散。

## ディスコグラフィ

### シングル
エレックレコード
| 発売日         | 規格品番 | 面 | タイトル                       | 作詞         | 作曲     | 編曲       |
| -------------- | -------- | -- | ------------------------------ | ------------ | -------- | ---------- |
| 1971年8月10日  | EB-1007  | A  | 捨ててはいけないよ大切なものを | 佐藤公彦     | 金谷厚   |            |
| 1971年8月10日  | EB-1007  | B  | 光をください                   | 佐藤公彦     | 佐藤公彦 |            |
| 1972年11月20日 | EB-1009  | A  | 野菜が食べたい!!               | 坂垣秀雄     | 坂垣秀雄 |            |
| 1972年11月20日 | EB-1009  | B  | 鬼ごっこ                       | 泉谷しげる   | 早川隆   |            |
| 1973年7月25日  | EB-1010  | A  | 愛をつかまえよう               | 佐藤公彦     | 佐藤公彦 | 三保敬太郎 |
| 1973年7月25日  | EB-1010  | B  | あこがれ                       | おかどいくこ | 丸山圭子 |            |

キャニオンレコード
| 発売日    | 規格品番 | 面 | タイトル   | 作詞     | 作曲     | 編曲         | 備考                         |
| --------- | -------- | -- | ---------- | -------- | -------- | ------------ | ---------------------------- |
| 1973年9月 | M-20     | A  | 裸のわたし | 東陽一   | 丸山圭子 | あかのたちお | 丸山圭子名義                 |
| 1973年9月 | M-20     | B  | 空         | 丸山圭子 | 丸山圭子 | 萩田光雄     | 丸山圭子+PiPi あんど Cot名義 |

### アルバム
| 発売日         | レーベル             | 規格           | 規格品番   | アルバム | 備考                       |
| -------------- | -------------------- | -------------- | ---------- | --- | -------------------------- |
| 1972年10月25日 | エレックレコード     | LP             | ELEC-2012  | 4人はハーモニー A面 1. だからお前は 2. 哀れな男のブルース 3. 栗の木 4. 野菜が食べたい 5. 久しぶりに 6. 僕は気まぐれ 7. 夢の中で B面 1. 今さら何も 2. すずめ 3. せつなく はかない恋だった 4. 種のない柿 5. 鬼ごっこ 6. 二度とない人生 |                            |
| 2006年1月26日  | バップ               | CD（紙ジャケ） | VPCC-84524 | 4人はハーモニー A面 1. だからお前は 2. 哀れな男のブルース 3. 栗の木 4. 野菜が食べたい 5. 久しぶりに 6. 僕は気まぐれ 7. 夢の中で B面 1. 今さら何も 2. すずめ 3. せつなく はかない恋だった 4. 種のない柿 5. 鬼ごっこ 6. 二度とない人生 |                            |
| 2013年11月20日 | ワーナーミュージック | CD             | WPCL-11561 | 4人はハーモニー A面 1. だからお前は 2. 哀れな男のブルース 3. 栗の木 4. 野菜が食べたい 5. 久しぶりに 6. 僕は気まぐれ 7. 夢の中で B面 1. 今さら何も 2. すずめ 3. せつなく はかない恋だった 4. 種のない柿 5. 鬼ごっこ 6. 二度とない人生 | 2013年デジタルリマスター盤 |

## 注
1. ↑  日刊ゲンダイ - 2011年10月17日掲載
2. ↑  コミミ口コミオススメ「フォーク酒場、じわり人気」 asahi.com 2007年06月16日
3. ↑  “ゼネラルプロデューサーさんのプロフィールページ”. profile.ameba.jp. 2020年8月28日閲覧。
4. ↑  “佐藤龍一の流星オーバードライブ:唄の市2014 HARDBOILED NIGHT Part１ - livedoor Blog（ブログ）”. blog.livedoor.jp. 2020年8月28日閲覧。